# Марьино (регбийный клуб)
Регбийный клуб «Ма́рьино» — команда по регби из одноимённого района города Москвы. Выступает в чемпионате России по регби.

## История
В 1989 году во Дворце творчества Марьино было открыто направление регби.
В 1998 году две команды «Марьино» приняли участие в турнире в рамках программы Всемирных юношеских игр.
В 2003 году регбисты Марьино становятся победителями розыгрыша команд Первой лиги чемпионата России по регби.
В 2003 году клуб занял третье место в розыгрыше Высшей лиги чемпионата России по регби.
В 2008 году клуб на предварительном этапе чемпионата России по регби принимает участие в зоне «Запад», в которую также входили чемпионы России «ВВА-Подмосковье», «Фили» и «Динамо-Дон».